# Aloe brevifolia
Aloe brevifolia é um aloé com folha pequena, não excedendo os 10 a 15 cm de diâmetro. Com os rebentos a nascerem na base e a empurrarem e planta mãe para cima, esta pode chegar aos 50 cm de diâmetro e de altura.
É facilmente reconhecível devido à sua cor mais pálida e aos pequenos espinhos quase brancos que tem nas bordas das folhas.
Floresce desde a primavera até ao inverno, apresentando uma haste que pode chegar aos 50 cm, encimada por flores tubulares alaranjadas com as orlas amarelas.

## Sinônimos
- Aloe brevioribus Mill., Gard. Dict. ed. 8: 8 (1768), sphalm.
- Aloe perfoliata var. depressa Aiton, Hort. Kew. 1: 467 (1789).
- Aloe prolifera Haw., Trans. Linn. Soc. London 7: 16 (1804).
- Aloe prolifera var. major Salm-Dyck, Verz. Art. Aloe: 23, 56 (1817).
- Aloe postgenita Schult. & Schult.f. in J.J.Roemer & J.A.Schultes, Syst. Veg. 7: 1714 (1830).
- Aloe brevifolia var. postgenita (Schult. & Schult.f.) Baker, J. Linn. Soc., Bot. 18: 160 (1880).
- Aloe brevifolia var. depressa (Haw.) Baker, J. Linn. Soc., Bot. 18: 160 (1880).
- Aloe depressa Haw., Trans. Linn. Soc. London 7: 16 (1804).
- Aloe serra DC., Pl. Hist. Succ.: 80 (1801).
- Aloe serra Willd., Mag. Neuesten Entdeck. Gesammten Naturk. Ges. Naturf. Freunde Berlin 5: 282 (1811).
- Aloe brevifolia var. serra (DC.) A.Berger in H.G.A.Engler (ed.), Pflanzenr., IV, 38: 186 (1908).